# 織部町
織部町（おべちょう）は、愛知県名古屋市北区の地名。丁番を持たない単独町名である。住居表示未実施。

## 地理
名古屋市北区の東部に位置する。東は御成通、西は尾上町、南は下飯田町・御成通、北は上飯田西町・上飯田通に接する。町域はイオンスタイル上飯田（そよら上飯田）・愛知県営織部住宅が占める。

## 歴史

### 町名の由来
『名北小学校誌』によると、かつてこのあたりに渡来人が住み、変わった織物を織っていたことから名付けられたというが、大東紡織（旧東京モスリン紡織）などの繊維関連工場が多く所在したことによるという説もある。当地に所在した東京モスリン紡織名古屋工場は1923年（大正12年）2月設立であり、町名の由来となった可能性は否定できない。また、町名制定以前の当地付近に織部またはそれに類する字名は見当たらない。

### 沿革
- 1932年（昭和7年）9月1日 - 東区下飯田町の一部（字下ノ町・松本・畑得の各一部）により、同区織部町として成立[4][5]。
- 1944年（昭和19年）2月11日 - 北区成立に伴い、同区織部町となる[5]。

## 世帯数と人口
2019年（平成31年）1月1日現在の世帯数と人口は以下の通りである。
| 町丁   | 世帯数  | 人口  |
| ------ | ------- | ----- |
| 織部町 | 471世帯 | 870人 |

### 人口の変遷
国勢調査による人口の推移
| 1950年（昭和25年） | 1,064人 | [ 6 ]     |  |
| 1955年（昭和30年） | 765人   | [ 6 ]     |  |
| 1960年（昭和35年） | 880人   | [ 7 ]     |  |
| 1965年（昭和40年） | 821人   | [ 7 ]     |  |
| 1970年（昭和45年） | 193人   | [ 8 ]     |  |
| 1975年（昭和50年） | 0人     | [ 8 ]     |  |
| 1980年（昭和55年） | 1,514人 | [ 9 ]     |  |
| 1985年（昭和60年） | 1,542人 | [ 10 ]    |  |
| 1990年（平成2年）  | 1,470人 | [ 11 ]    |  |
| 1995年（平成7年）  | 1,358人 | [ 12 ]    |  |
| 2000年（平成12年） | 1,214人 | [ WEB 6 ] |  |
| 2005年（平成17年） | 1,055人 | [ WEB 7 ] |  |
| 2010年（平成22年） | 988人   | [ WEB 8 ] |  |
| 2015年（平成27年） | 902人   | [ WEB 9 ] |  |

## 学区
市立小・中学校に通う場合、学校等は以下の通りとなる。また、公立高等学校に通う場合の学区は以下の通りとなる。
| 番・番地等 | 小学校               | 中学校               | 高等学校 |
| ---------- | -------------------- | -------------------- | -------- |
| 全域       | 名古屋市立名北小学校 | 名古屋市立若葉中学校 | 尾張学区 |

## 施設
- イオン上飯田店

1973年（昭和48年）、ダイエー上飯田店として開業。店舗建て替えのため、2020年（令和2年）2月29日をもって一時休業。
2022年（令和4年）4月7日、「そよら上飯田」（核店舗は、イオンスタイル上飯田）としてリニューアルオープン。
- 三菱UFJ銀行上飯田支店

1968年（昭和43年）9月9日、東海銀行上飯田支店として開設。2019年（令和元年）5月27日に三菱UFJ銀行東支店（東区徳川一丁目）内に移転し、跡地にはATMコーナーを設置。
- 愛知県営織部住宅

大東紡織の工場跡に建設された集合住宅。
- 名古屋市立おりべ幼稚園

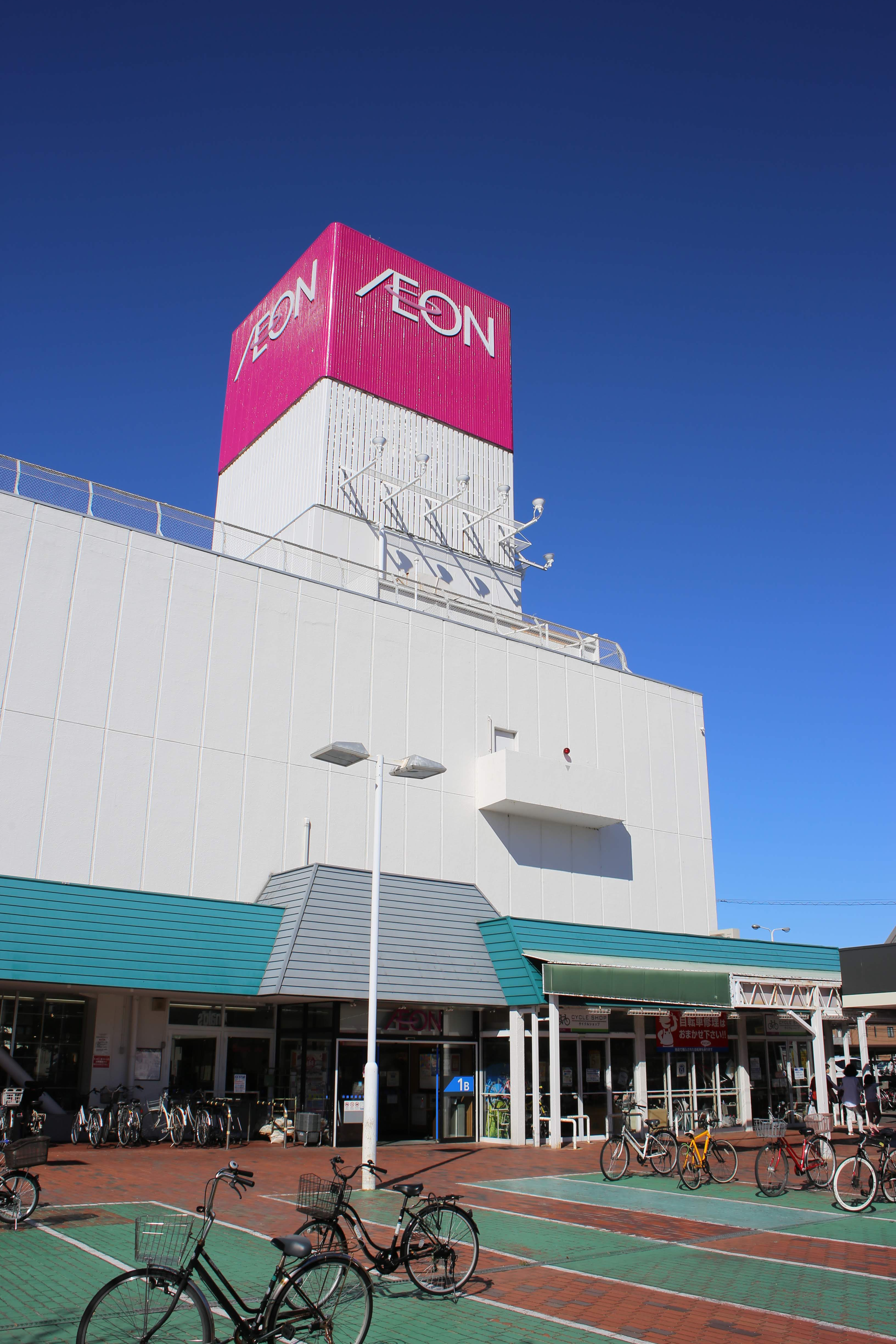
イオン上飯田店（2019年10月）
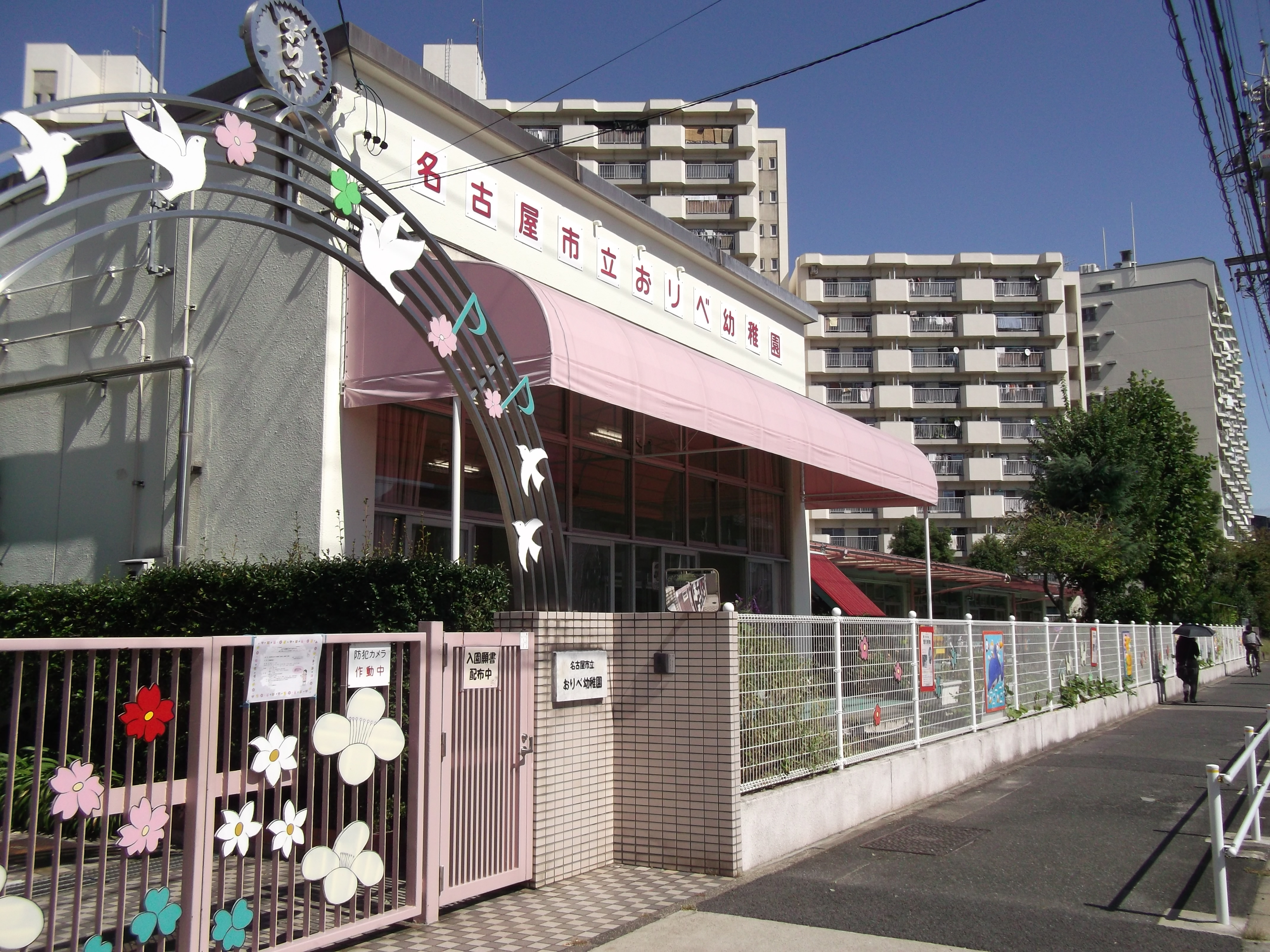
名古屋市立おりべ幼稚園（2014年10月）

## その他

### 日本郵便
- 郵便番号 : 462-0864[WEB 3]（集配局：名古屋北郵便局[WEB 15]）。

### WEB
1. ↑  “愛知県名古屋市北区の町丁・字一覧”.   人口統計ラボ. 2017年10月7日閲覧。
2. 1 2  “町・丁目(大字)別、年齢(10歳階級)別公簿人口(全市・区別)”.   名古屋市 (2019年1月23日). 2019年1月23日閲覧。
3. 1 2  “郵便番号”.  日本郵便. 2019年1月6日閲覧。
4. ↑  “市外局番の一覧”.   総務省. 2019年1月6日閲覧。
5. ↑  名古屋市役所市民経済局地域振興部住民課町名表示係 (2015年10月21日). “北区の町名一覧”.   名古屋市. 2017年10月7日閲覧。
6. ↑  名古屋市役所総務局企画部統計課統計係 (2005年7月1日). “（刊行物）名古屋の町(大字)・丁目別人口 (平成12年国勢調査) 北区” (xls). 2017年10月8日閲覧。
7. ↑  名古屋市役所総務局企画部統計課統計係 (2007年6月29日). “平成17年国勢調査　名古屋の町(大字)別・年齢別人口 北区” (xls). 2017年10月8日閲覧。
8. ↑  名古屋市役所総務局企画部統計課統計係 (2012年6月29日). “平成22年国勢調査　名古屋の町(大字)別・年齢別人口 北区” (xls). 2017年10月8日閲覧。
9. ↑  名古屋市役所総務局企画部統計課統計係 (2017年7月7日). “平成27年国勢調査　名古屋の町(大字)別・年齢別人口” (xls). 2017年10月8日閲覧。
10. ↑  “市立小・中学校の通学区域一覧”.   名古屋市 (2018年11月10日). 2019年1月14日閲覧。
11. ↑  “平成29年度以降の愛知県公立高等学校（全日制課程）入学者選抜における通学区域並びに群及びグループ分け案について”.   愛知県教育委員会 (2015年2月16日). 2019年1月14日閲覧。
12. 1 2  “イオン上飯田店 一時休業のお知らせ”.   イオン (2020年2月29日). 2020年8月9日閲覧。
13. ↑  『4月7日「そよら上飯田」グランドオープン』（PDF）（プレスリリース）イオンリテール株式会社、2022年3月1日。2022年3月30日閲覧。
14. ↑  “ATM・店舗のご案内 上飯田支店”.   三菱UFJ銀行. 2020年8月9日閲覧。
15. ↑  郵便番号簿 平成29年度版 - 日本郵便. 2019年01月06日閲覧 (PDF)

### 文献
1. ↑  『創立三十周年記念 名北』名北小学校、1970年6月、132頁。
2. ↑  「角川日本地名大辞典」編纂委員会 1989, p. 341.
3. ↑  『北区誌』1964年、39頁。
4. ↑  名古屋市北区役所市民室 1979, p. 53.
5. 1 2  名古屋市計画局 1992, p. 744.
6. 1 2  名古屋市総務局企画室統計課 1957, p. 75.
7. 1 2  名古屋市総務局企画部統計課 1967, p. 69.
8. 1 2  名古屋市総務局統計課 1977, p. 43.
9. ↑  名古屋市総務局統計課 1981, p. 24.
10. ↑  名古屋市総務局統計課 1986, p. 29.
11. ↑  名古屋市総務局企画部統計課 1991, p. 14.
12. ↑  名古屋市総務局企画部統計課 1996, p. 39.
13. ↑  株式会社東海銀行行史編集委員会 1982, p. 538.
14. ↑  山口和生 1994, p. 465.

### 統計資料
- 名古屋市総務局企画室統計課 編『昭和31年版 名古屋市統計年鑑』名古屋市、1957年。
- 名古屋市総務局企画部統計課 編『昭和41年版 名古屋市統計年鑑』名古屋市、1967年。
- 名古屋市総務局統計課 編『昭和51年版 名古屋市統計年鑑』名古屋市、1977年。
- 名古屋市総務局統計課 編『昭和55年国勢調査 名古屋の町・丁目別人口（昭和55年10月1日現在）』名古屋市役所、1981年。
- 名古屋市総務局統計課 編『昭和60年国勢調査 名古屋の町・丁目別人口（昭和60年10月1日現在）』名古屋市役所、1986年。
- 名古屋市総務局企画部統計課 編『平成2年国勢調査 名古屋の町（大字）別・年齢別人口（平成2年10月1日現在）』名古屋市役所、1991年。
- 名古屋市総務局企画部統計課 編『平成7年国勢調査 名古屋の町（大字）・丁目別人口（平成7年10月1日現在）』名古屋市役所、1996年。